# تلویزیون آموزشی

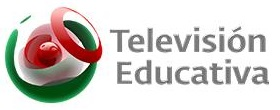
تلویزیون آموزشی

تلویزیون آموزشی (انگلیسی: Educational television) استفاده از برنامه‌های تلویزیونی به منظور آموزش از راه دور است. این برنامه‌ها ممکن است به شکل فردی یا شبکه‌های تخصصی باشد. این روش یادگیری بیشتر در حوزه برنامه‌های کودکان به کار برده می‌شود اما برنامه های آموزش بزرگسالان برای مخاطبان مسن تر وجود دارد.